# 持田農夫男
持田 農夫男（もちだ のぶお、1947年4月1日-  ）は、日本の経営者。日立金属社長、会長を務めた。埼玉県出身。

## 来歴・人物
1970年に東京大学工学部工業化学科を卒業し、同年に日立金属に入社した。2002年10月に執行役員に就任し、2005年6月に常務に就任し、2006年6月には社長に昇格した。2010年4月から2014年4月までに会長を務めた。